# ZTE Arena
El ZTE Aréna es un estadio de fútbol ubicado en la ciudad de Zalaegerszeg, Hungría. Fue inaugurado en 2002 y cuenta con una capacidad para 12.000 espectadores. Es utilizado por el club Zalaegerszegi TE que compite en la Liga de Fútbol de Hungría.
En 2002, el gobierno otorgó un subsidio de 1.120 millones de florines húngaros, que se complementó con una participación municipal de 360 millones. De esta manera, no solo se reconstruyeron las tres gradas del estadio, sino que también se construyó un estadio atlético y dos campos de entrenamiento de fútbol de césped en las cercanías de las instalaciones.
La Selección de fútbol de Hungría a disputado dos partidos amistosos en el estadio, el 25 de abril de 2004 ante Japón con victoria por 3–2, y el 26 de marzo de 2008 ante Eslovenia donde cayo derrotada por 0-1.

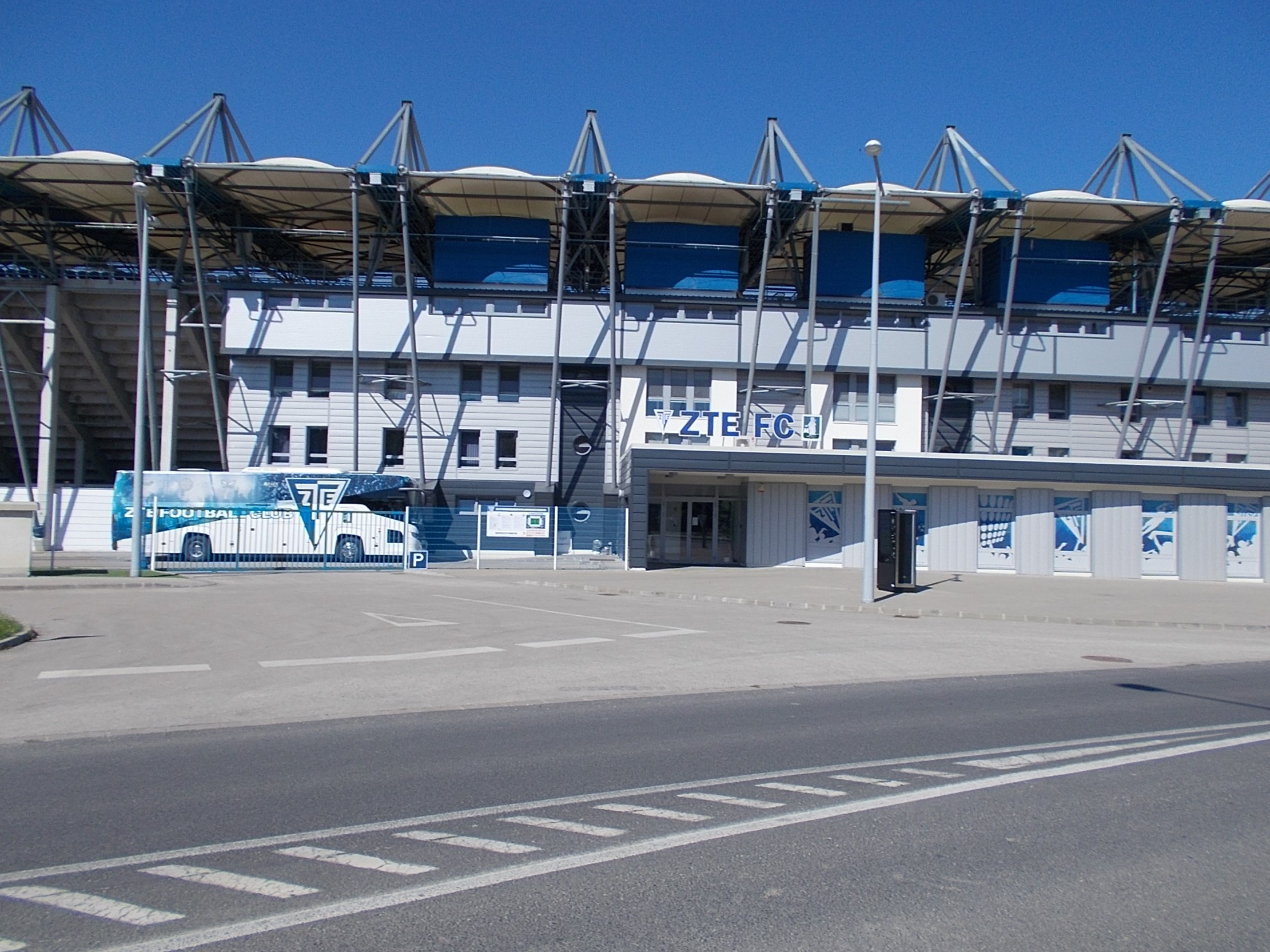
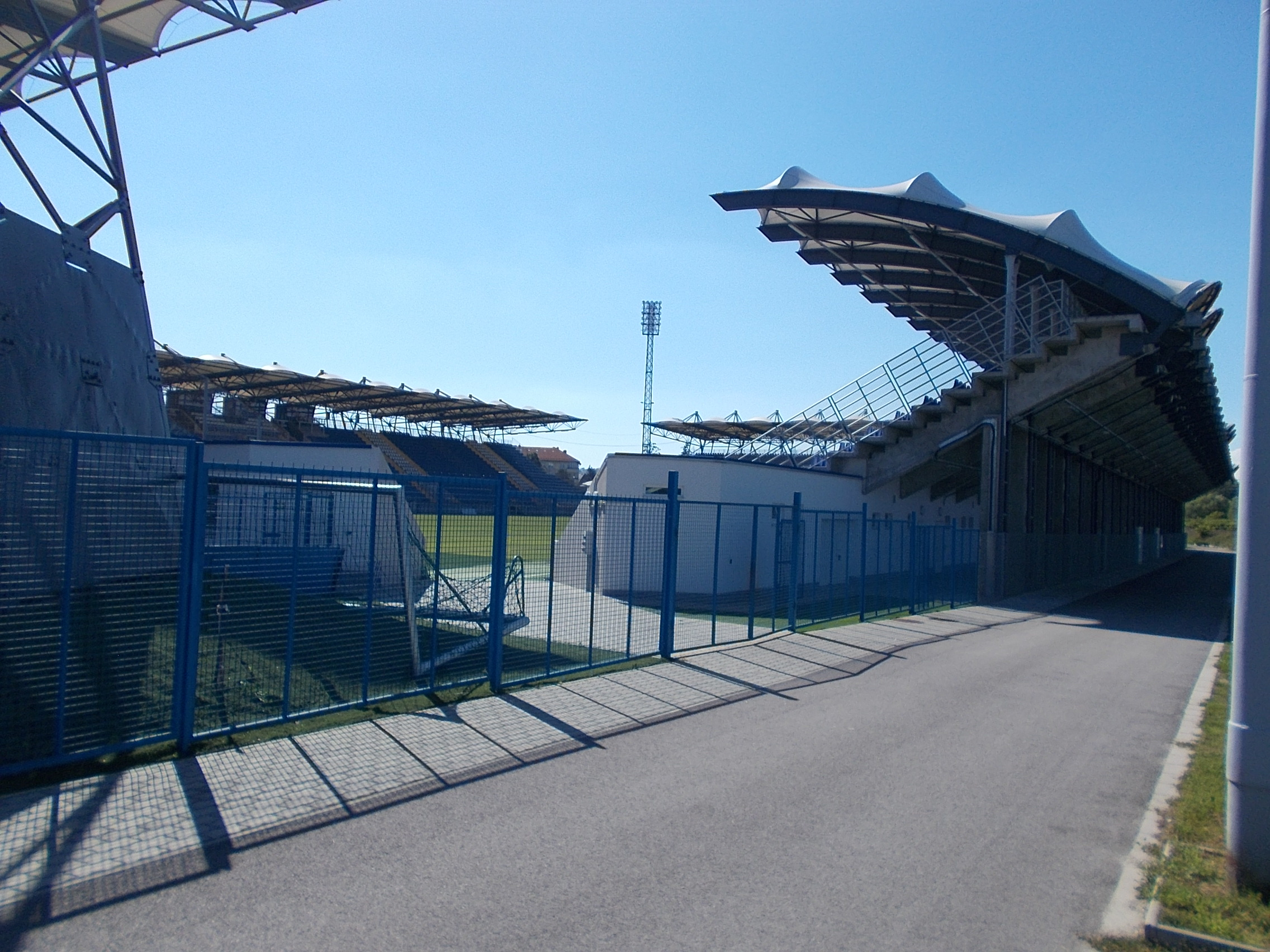